# Гусев, Александр Петрович (хоккеист)
Алекса́ндр Петро́вич Гу́сев (21 февраля 1955, пос. Среднеуральск, Верхнепышминский горсовет, Свердловская область — 24 ноября 1994, Среднеуральск, Свердловская область) — советский хоккеист (хоккей с мячом и хоккей на траве), нападающий. Бронзовый призёр летних Олимпийских игр 1980 года.

## Биография
Родился 21 февраля 1955 года в рабочем посёлке Среднеуральске (ныне город) Свердловской области.
В детстве и юности играл в хоккей с мячом на позиции нападающего, был лучшим снайпером первенства Свердловска, в дальнейшем привлекался в юношескую команду свердловского СКА, выступал за юниорскую сборную СССР, в 1974 году в её составе выиграл чемпионат мира. В том же году по решению старшего тренера Валентина Атаманычева был зачислен в главную команду СКА, в составе которой выиграл в этом сезоне чемпионат СССР. В 1973—1977 годах провёл в чемпионатах страны 44 матча, забил 3 мяча.
С 1975 года выступал за свердловский СКА в хоккее на траве. В 1980 году в составе армейцев стал чемпионом СССР, ещё трижды был серебряным призёром (1977—1979). Дважды входил в число 22 лучших хоккеистов сезона в СССР.
В 1980 году вошёл в состав сборной СССР по хоккею на траве на летних Олимпийских играх в Москве и завоевал бронзовую медаль. Играл на позиции нападающего, провёл 5 матчей, забил 4 мяча (два в ворота сборной Польши, по одному — Кубе и Индии).
В составе сборной СССР стал обладателем (1981) и бронзовым призёром (1977) Межконтинентального кубка.
Обладал высокой стартовой скоростью и оригинальными финтами.
Мастер спорта СССР международного класса.
Умер 24 ноября 1994 года в Среднеуральске. Похоронен на местном кладбище.